# نهر بوتيو

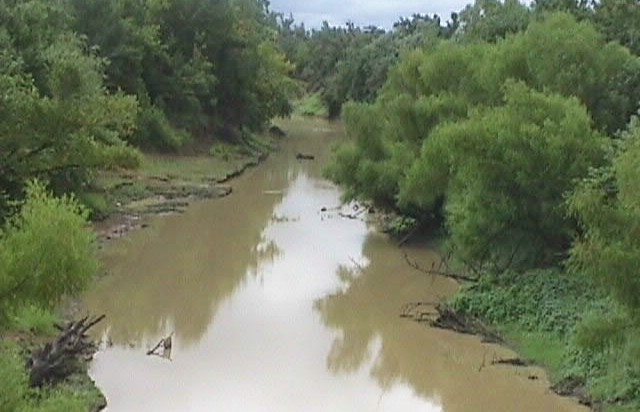
نهر بوتيو قرب بنما، أوكلاهوما

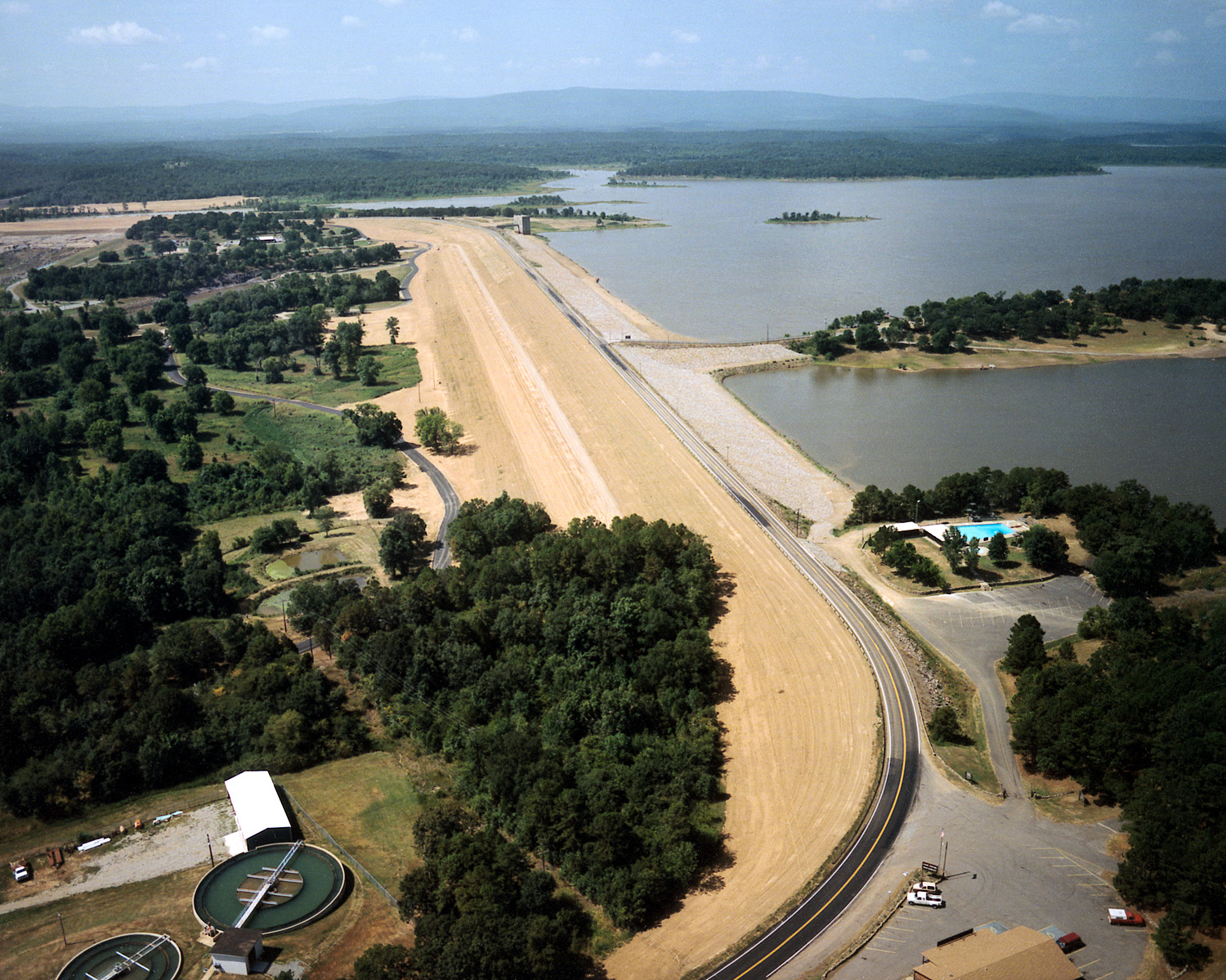
بحيرة وسد ويستر على نهر بوتيو في مقاطعة لو فلور، أوكلاهوما

نهر بوتيو هو نهر بطول 141 ميل (227 كم)  يقع في الولايات المتحدة الأمريكيةفي ولاية اركنسو وأوكلاهوما وهو النهر الوحيد في أوكلاهوما الذي يتدفق شمالا. بوتيو هي كلمة فرنسية تعني «آخر» و ويعتقد أنه كان اسمه للنهر لأن المستكشفين الفرنسيين تستخدم وظيفة أو حصة للاحتفال مصب النهر..اتخذت أوكلاهوما اسمها من النهر. يتقاطع نهر بوتيو مع نهر أركنساس في بيلي نقطة في فورت سميث، أركنساس، حيث أنها بمثابة الحدود بين البلدين لمسافة قصيرة.